# حميد سجدي
سيد حميد سجادي هزاوة ( (بالفارسية: سید حمید سجادی هزاوه) ، من مواليد 21 مارس 1969) وزير الشباب والرياضة ، وذلك منذ 25 أغسطس 2021. وهو أيضًا عداء المسافات الطويلة والمتوسطة المتقاعد. مثل إيران في الألعاب الأولمبية الصيفية 1992 والألعاب الأولمبية الصيفية لعام 1996 . يحمل سجادي العديد من سجلات المسار الوطني الداخلية والخارجية لإيران. 

## مهنة الجري
شارك سجادي في سباق 5000 متر رجال في دورة الألعاب الأولمبية الصيفية لعام 1992، على الرغم من أنه لم يتجاوز التصفيات بزمن قدره 14دقيقة 04.54 ثانية، شارك سجادي أيضا في دورة الألعاب الأولمبية الصيفية 1996 فئة سباق 10000 متر رجال، وانتهى في 29 دقيقة .65 ثانية 22 جزء. كان لاعبًا غزير الإنتاج في مجال سباق الحواجز طيلة التسعينيات، وتخصص في سباق حواجز 3000 متر والذي أنهى اه فيه المركز الأول في بطولة آسيا لألعاب القوى لعام 1991 . 

## مهنة أكاديمية وإدارية
سجادي حاصل على درجة الدكتوراه في علم وظائف الأعضاء وهو أيضًا محاضر في جامعة آزاد الإسلامية . رشحه محمود أحمدي نجاد ليكون وزيرا للرياضة في إيران، لكنه لم يتولى المنصب قط. 